# Paralcyoniidae
Paralcyoniidae é uma família de corais da ordem Malacalcyonacea.

## Géneros
Seguem os gêneros da família:
- Maasella (Poche, 1914)
- Paralcyonium (Milne-Edwards & Haime, 1850)